# Meliselo
Meliselo o Melisello (in croato: Brusnik) è uno scoglio disabitato dell'arcipelago di Lissa, si trova nel mare Adriatico e appartiene alla Croazia. Amministrativamente appartiene al comune di Comisa, nella regione spalatino-dalmata.
L'isolotto è situato a sud-est di Sant'Andrea in Pelago, a circa 3,5 km, e ad ovest di Lissa (a 23 km). La sua superficie è di 0,3 km², la costa è lunga 1097 m e l'altezza è di 12 m. L'isolotto è roccioso, di origine vulcanica, e data la presenza di molti minerali ferrosi vi sono disturbi di origine magnetica

## Flora e fauna
La vegetazione è caratterizzata da piante di capperi e da una specie endemica di Centaurea: la Centaurea ragusina.
Su Meliselo c'è anche la presenza endemica di una lucertola nera (Podarcis melisellensis melisellensis).